# Trackback
Trackback är en funktion i bloggar som möjliggör visandet av andra bloggar som kommenterat ett specifikt inlägg.
Termen trackback introducerades av Six Apart i deras bloggverktyg Movable Type och funktionen är numera inkluderad i de flesta bloggverktygen på marknaden.
Genom att en blogg "pingar" ett specifikt inlägg på en annan blogg så uppmärksammas dess läsare om den förra bloggens kommentar till inlägget. Normalt visas dessa trackbacks under inlägget i bloggen och ofta med ett utdrag ur texten och en länk, en så kallad permanent länk, till den blogg som gjort kommentaren.
Funktionen trackback har missbrukats genom att stora mängder spamkommentarer skickas till bloggar, som använder sig av den funktionen, för att dels locka besökare, dels ge högre placering i sökmotorernas sökresultat. Detta har därför gjort att många stängt av möjligheten att skicka trackbacks, eftersom flera av de säkerhetslösningar som vanliga kommentarer implementerat – bland annat turingtest och captcha – inte kan användas för trackbacks.